# جام خیریه انگلستان ۱۹۳۵
 جام خیریه انگلستان ۱۹۳۵ ، ۲۲امین رقابت سالانه مابین قهرمانان لیگ دسته اول فوتبال انگلستان و جام حذفی فوتبال انگلستان است.
این مسابقه در تاریخ ۲۳ اکتبر ۱۹۳۵ مابین تیم‌های آرسنال و شفیلد ونزدی در ورزشگاه هایبوری لندن برگزار شده‌است.
تیم شفیلد ونزدی در این مسابقه با نتیجه یک بر صفر به پیروزی رسید.

## جزئیات مسابقه
| شفیلد ونزدی | ۱ – ۰ | آرسنال |
| ----------- | ----- | ------ |
| N Dewar     |       |        |